# Chironomus attenuatus
Chironomus attenuatus är en tvåvingeart som beskrevs av Walker 1848. Chironomus attenuatus ingår i släktet Chironomus och familjen fjädermyggor. Inga underarter finns listade i Catalogue of Life.